# Stari Oskol
Stari Oskol (rusko: Старый Оскол) je mesto v Zahodni Rusiji. Nahaja se na bregovih reke Oskol, 140 km od Belgoroda, na 50°37', 36°35 ' E.
Stari Oskol je mesto vojaške slave. Na dosegu roke je mesto Gubkin. Stari Oskol je drugo največje mesto v regiji. Glede na popis prebivalstva do leta 2017. v tem letu je bila 223.360 prebivalstva.

## Stanovništve
1. Jan 2017. mesto je bil nato 91. iz 1112 mesta Ruske Federacije v smislu prebivalstva. Glede na predhodne podatke o popisu prebivalstva v letu 2010. leto je bilo 221.163 prebivalcev, več kot v letu 2002. leto. Mesto je upravno središče velike aglomeracije osrednje Chernozem regije. Prebivalstvo aglomeracije Stari Oskol - Gubkin je nekaj več kot 410 000 ljudi.
| Leta  | Prebivalstvo |
| ----- | ------------ |
| 1737. | 9000         |
| 1750. | 10.990       |
| 1763. | 17.715       |
| 1770. | 28 917       |
| 1779. | 25 009       |
| 1791. | 21 599       |
| 1801. | 24 300       |
| 1821. | 41 595       |
| 1837. | 19 973       |
| 1850. | 10 000       |
| 1860. | 27 774       |
| 1869. | 20 000       |
| 1875. | 11 272       |

| Leta  | Prebivalstvo |
| ----- | ------------ |
| 1880. | 5074         |
| 1889. | 9000         |
| 1897. | 16 000       |
| 1913. | 18 200       |
| 1926. | 20 000       |
| 1931. | 21 300       |
| 1939. | 10 946       |
| 1959. | 27 474       |
| 1979. | 114 946      |
| 1990. | 177 000      |
| 2000. | 213 800      |
| 2010. | 221 085      |
| 2017. | 223 360      |

## Klimatska naprava
Stari Oskol se nahaja v zmernem pasu. Zmerno studene pozimi, so najbolj stabilne snežne odeje, ki sodijo v januarju in februarju. Poleti je toplo, celo vroče (zlasti v juliju in prvi polovici avgusta). Jeseni mehko in kišovita.
- Povprečna letna temperatura: +6,5 °C
- Povprečna hitrost vetra: 2-4 m/s
- Povprečna letna relativna vlažnost: 74%
- Povprečno število padavinskih: 500 - 600 mm.

## Upravno-teritorialne delitve mesto
Mesto imenovani "Stari Oskol" vključuje upravno-teritorialne enote brez pravne osebnosti.
- Severno-Vzhodni del
- Jugo-Zahodni del
- Jugo-Zahodna industrijska zona
- Osrednji del
- Železniški deli
- Del Kotel
- Metalurški del

## Vlada
Uprava Staroskolskog okrožno Izvršilne oblasti, ki jo je vodil A. N. Sergienko. Zakonodajna oblast v mestu in Občine Sveta poslank in poslancev. Svet je 25 sedežev. Poslanke in poslanci so izvoljeni v eni volilni enoti in na seznamu strank.

## Častni imena mest
- Mesto vojaškega slava - 5. maja 2011. leto[3].
- Ekonomski kapital Belgorodskoj regiji.
- Krona svt. Ištvana - uradno ime Stare Oskola v letih okupacije v času velike Domovinske vojne, leta 1942. dal Miklós Horthy.

## Mesta prijatelji
- Zalcgiter (Nemčija) (s 1987)
- Asenovgrad (Bolgarija) (s 1989)
- Mantija-Villpula (Finska) (s 1989)